# Lauterbacher Strumpflied

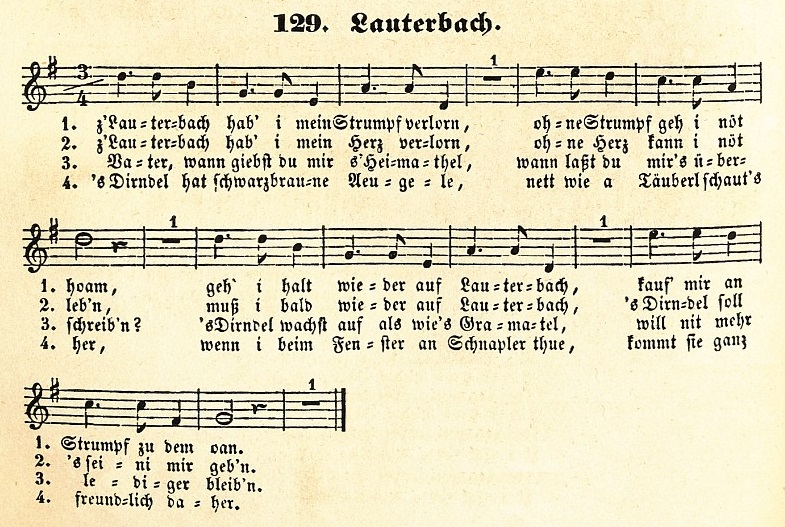
z’Lauterbach hab’ i mein Strumpf verlorn (1847)
rahmenlos

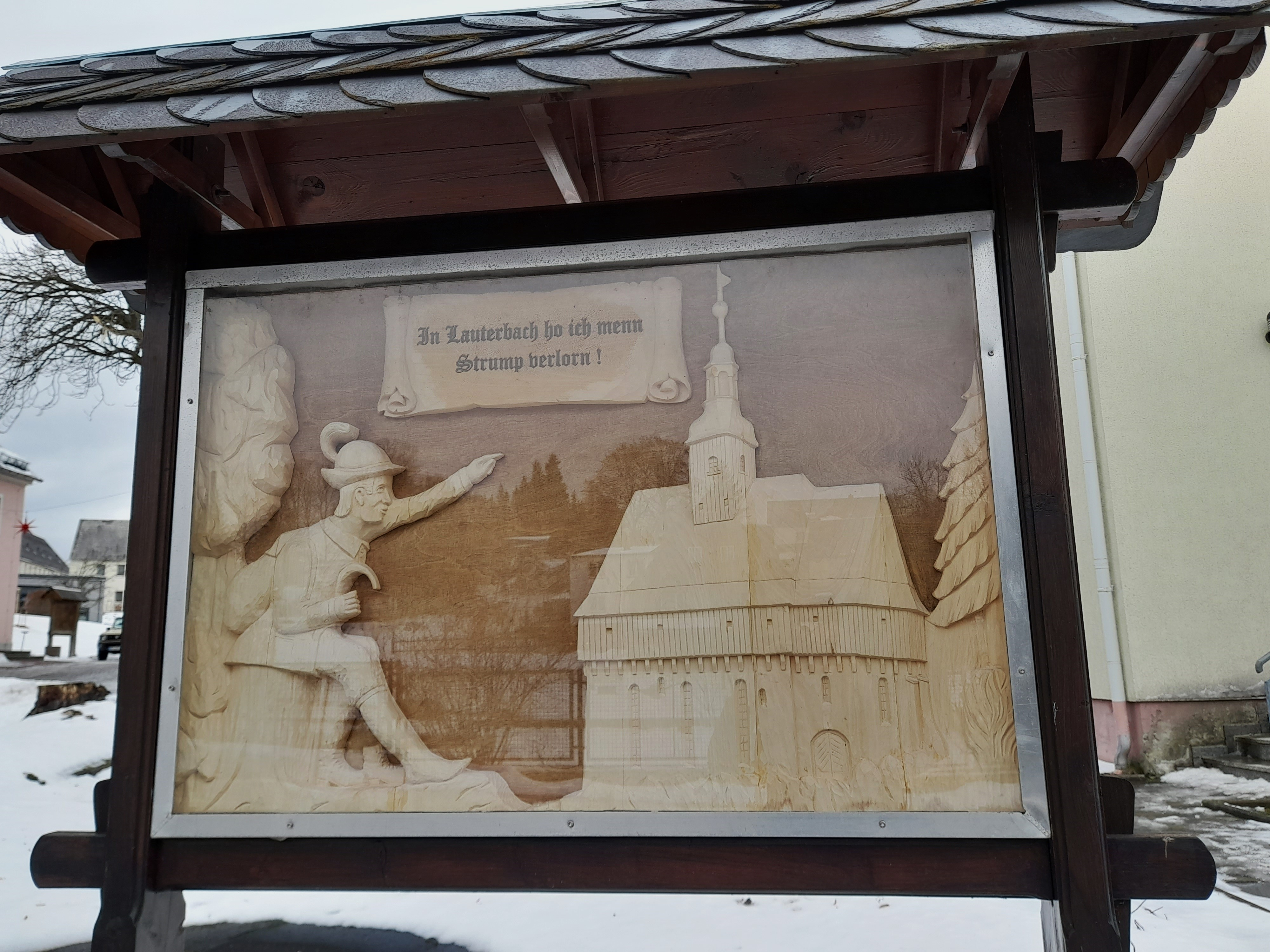
Holzrelief Lauterbacher Strumpflied im erzgebirgischen Lauterbach

Das Lauterbacher Strumpflied ist eine alte Volksweise, deren Herkunft im Dunkeln liegt. Eine Besonderheit des Strumpfliedes ist, dass es in verschiedenen Orten mit dem Namen „Lauterbach“ in der jeweiligen Mundart überliefert ist.
So nahmen und nehmen verschiedene Orte für sich in Anspruch, das besungene Lauterbach zu sein. Insbesondere in Lauterbach im Schwarzwald und Lauterbach in Hessen ist dies der Fall, wo die Geschichte um den Strumpf bis heute erzählt und etwa durch ein Denkmal im Ort widergespiegelt wird. Bis 1998 gab es aus dem hessischen Lauterbach einen Camembert, den der strumpflose Strolch zierte und den Namen gab.
Untenstehende Liedstrophe kann als gemeinsames Gut der verschiedenen „Lauterbachs“ angesehen werden.
In Lauterbach hab’ ich mein’ Strumpf verlor’n,

und ohne Strumpf geh’ ich net heim.

So geh’ ich halt wieder nach Lauterbach hin,

und hol’ mir mein’ Strumpf an mein Bein.
Auch manche Orte mit dem Namen „Lautenbach“ bezogen diese Liedstrophe auf sich (entsprechend unter Verwendung dieses Ortsnamens).
Weit zurück geht eine sechsstrophige Fassung, die von den Zillertaler Gebrüdern Franzl, Balthasar und Anton Leo in den 1830er und 1840er Jahren gesungen wurde. Nach Ludwig Erk und Franz Magnus Böhme, Deutscher Liederhort, Band 2, Leipzig 1893, Liednummer 1009, ist das Lied „vor 1820 entstanden“; gesichert ist, dass es in den 1820er Jahren durch „Zillertaler Sänger“ (Zillertal) aus Tirol, die damit auftraten, populär wurde. Hermann Strobach verweist in seiner Edition Droben auf jenem Berge. Deutsche Volkslieder, Band 1, Rostock 1984, Liednummer 73 a, auf eine undatierte Liedflugschrift mit dem Text im baierischen Dialekt, die er zwischen 1820 und 1830 datiert. Das Deutsche Volksliedarchiv (Deutsches Volksliedarchiv) kennt eine Liedflugschrift, die „Zell am Zyller 1829“ datiert ist und diesen und andere Texte mit „Tyroler Nationalgesänge“ überschreibt. Im Repertoire der Tiroler Sänger „Geschwister Rainer“  findet sich das Lied 1826 und 1827.
Der amerikanische Liedtexter Septimus Winner verfasste auf Basis der Liedmelodie 1864 den neuen Text "Where oh where is my little dog gone", was zu einem beliebten nordamerikanischen Kinderlied wurde. Das Lied fand als "C'est à Lauterbach, où l'on danse sans cesse" 1926 auch Einzug in ein Schulliederbuch im Elsass.